# Rhythm of the Night
Rhythm of the Night är en låt av den amerikanska gruppen DeBarge. Den släpptes i februari 1985 som den första singeln från albumet Rhythm of the Night. Singeln nådde plats 4 på UK Singles Chart och plats 3 på Billboard Hot 100.

## Låtlista

### Vinylsingel
- A: "Rhythm of the Night" (Long Version) – 6:45
- B: "Queen of My Heart" – 3:30

### Maxisingel
- A: "Rhythm of the Night" (Long Version) – 6:45
- B: "Queen of My Heart" – 3:30